# Астахов, Иван Петрович
Ива́н Петро́вич Аста́хов (1863 — 1935) — генерал-майор Русской Императорской и Донской армии. Начальник артиллерии Всевеликого Войска Донского (1917—1918). Георгиевский кавалер.

## Биография
Родился 13 июня 1863 года в станице Раздорской в семье казачьего офицера, из дворян Области Войска Донского.
Окончил Воронежскую военную гимназию (1881), Александровское военное училище (1883) — вышел хорунжим (со старшинством 12. 08. 1883) в комплект Донских батарей. Служил в 5-й Донской казачьей батарее. Сотник (ст. 24. 10. 1885). Подъесаул (ст. 15. 04. 1900). Есаул (ст. 15.04.1903). В 1905 году окончил Офицерскую артиллерийскую школу.
Войсковой старшина (пр. 1907, ст. 10. 06. 1907, за отличие). Командир 7-й Донской казачьей батареи (1907), 13-й Донской казачьей батареи (с 8. 12. 1910). Командир 6-го Донского казачьего артиллерийского дивизиона (с 12. 08. 1914), с которым и вступил в войну.
За бой у Ситно 18 августа 1914 награждён орденом Св. Георгия 4-й ст. (06. 04. 1915). Генерал-майор (26. 09. 1916) с сохранением той же должности. С 17 декабря 1916 года командовал 7-й Туркестанской стрелковой артиллерийской бригадой.
18 июня 1917 был избран Большим Войсковым Кругом на должность начальника Донской артиллерии. При атамане Каледине в конце 1917 начал формирование добровольческих артиллерийских частей, а в феврале 1918 ушёл с генералом Поповым в Степной поход.
Во время Общедонского восстания в апреле 1918 года занимался формированием партизанских артиллерийских частей, однако уже в мае 1918 вышел в отставку из-за разногласий с генералом Красновым. В марте 1920 года эвакуировался из Новороссийска в Константинополь. Жил в Италии. Умер 26 ноября 1935 года в Риме, похоронен на кладбище Тестаччо.

## Награды
- Орден Святого Станислава 2 степени (1905).
- Орден Святой Анны 2 степени (6.05.1911).
- Орден Святого Владимира 4 степени с мечами и бантом (01.1915).
- Орден Святого Владимира 3 степени с мечами (01.1915).
- Орден Святого Георгия 4 степени (6.04.1915).
- Мечи к ордену Святой Анны 2 степени (8.11.1916)[5][6][7][8][9][10].
- Крест «За Степной поход» (1918).